# Cupule (botanique)
Pour les articles homonymes, voir cupule.

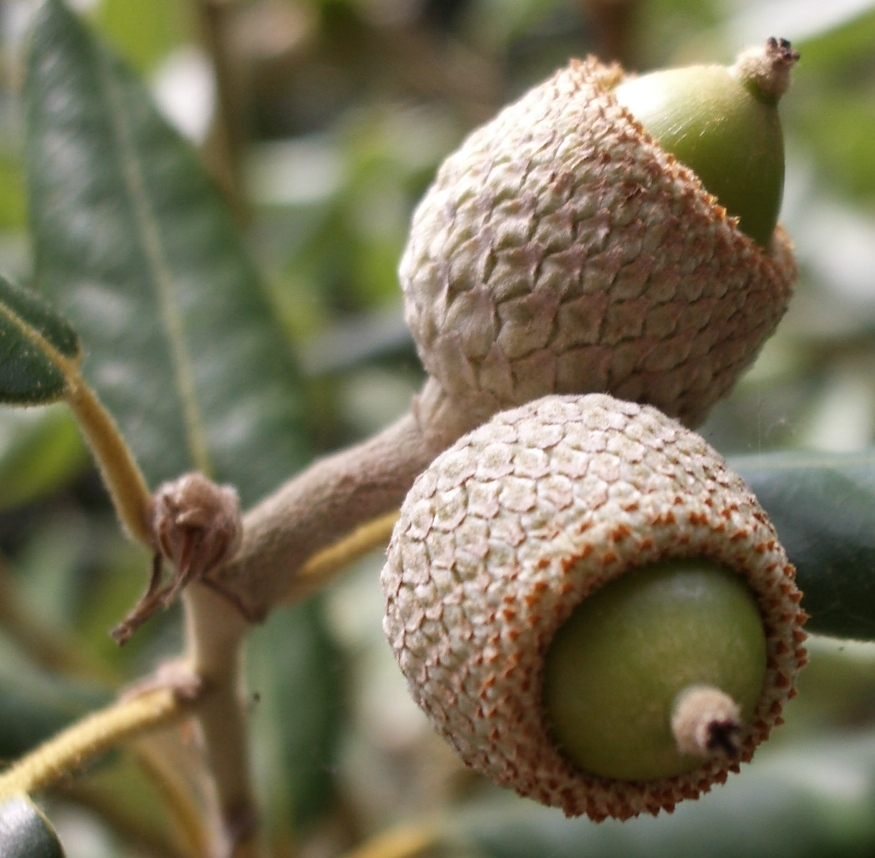
Glands de chêne vert avec leur cupule.

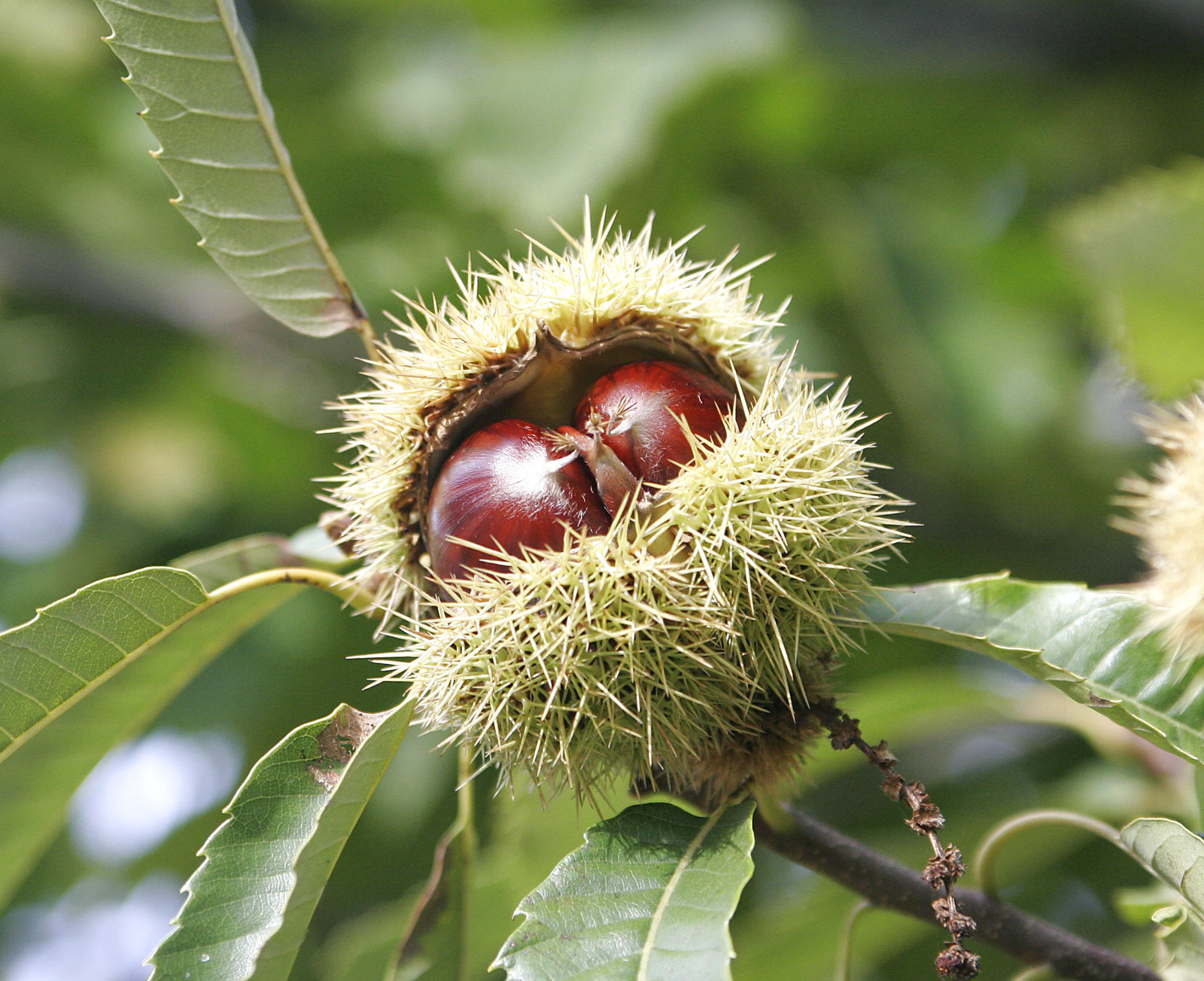
La bogue du châtaignier est une sorte de cupule à épines.

La cupule est une sorte de coupe qui entoure la fleur ou le fruit de certains végétaux de la famille des Fagaceae comme les glands des chênes.
Il s'agit en fait d'une sorte d'involucre, un ensemble de bractées réunies lors de la différenciation des tissus de l'ovaire en péricarpe puis modifiées.
La cupule tient et protège l'akène lors de sa croissance et de sa maturation.

## Origine
La structure et l’ontogenèse de la cupule font l'objet de nombreuses interprétations phylogénétiques. Selon l'une d'elles, la cupule serait constituée d’axes stériles à la base des inflorescences pistillées de type cyme bipare. Les valves de la cupule correspondraient aux différentes ramifications de ces axes.

## Types

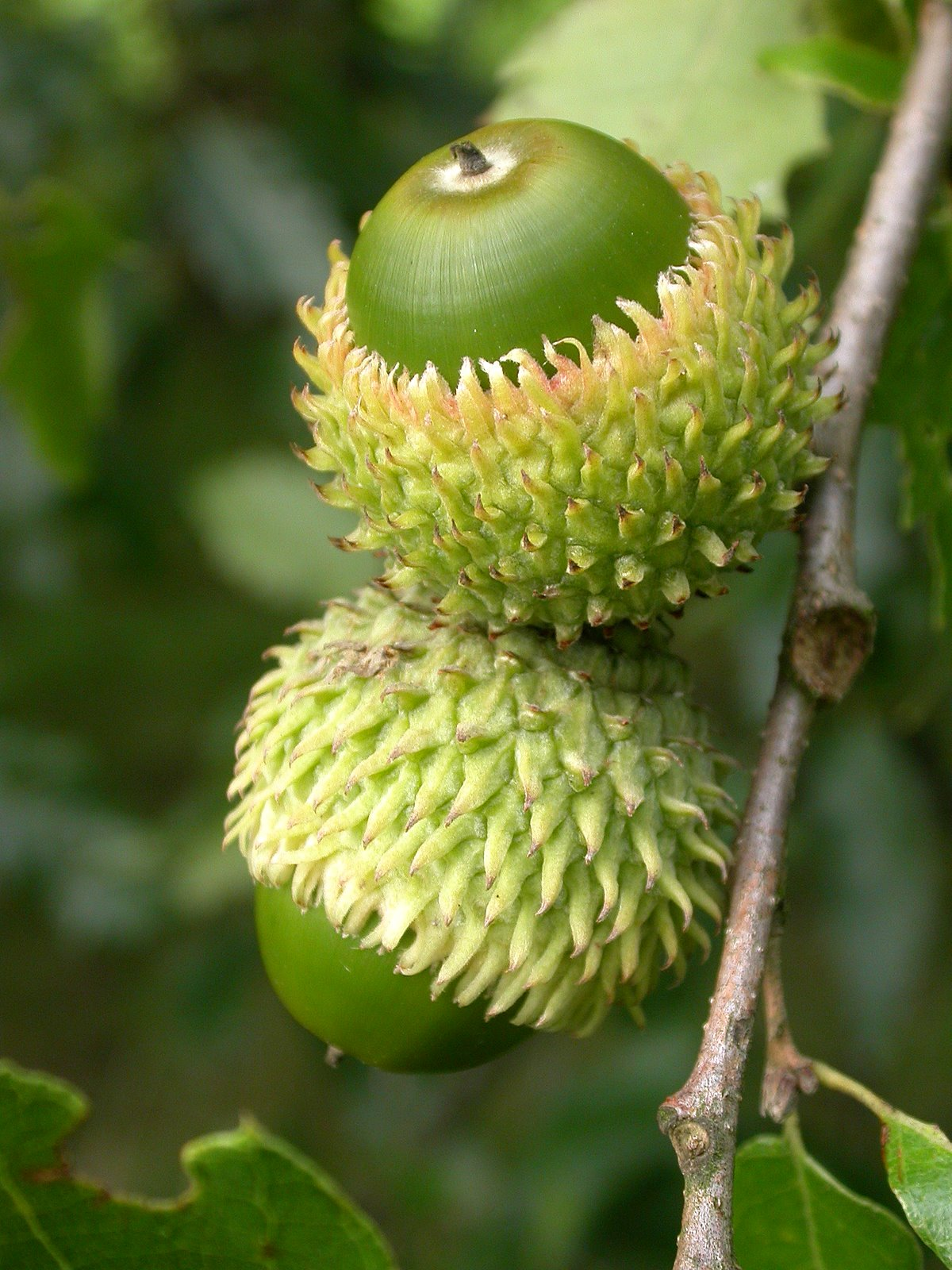
Les épines peuvent être semi-développées comme chez le gland du chêne du Liban.

Dans certains genres (Lithocarpus, Quercus), la cupule ne renferme que partiellement l'unique akène, tandis que dans d'autres (Castanea, Fagus), la cupule enferme complètement les deux akènes (ou plus), et se fend en quatre à maturité pour les libérer. 
La cupule est couverte de nombreuses écailles. Dans certains genres (par exemple Castanea), les écailles se développent en épines pointues, qui protègent le fruit des écureuils et d'autres prédateurs de graines. Les épines peuvent être semi-développées comme chez le gland du chêne du Liban.
Dans le genre Lithocarpus, la cupule est très dure et à la texture d'un os.

## Utilisation
Les cupules de glands peuvent fournir d'excellentes teintures naturelles : beige, gris, noir pour le Chêne velani (Quercus macrolepis). Leurs cupules, de la taille d'une pomme, sont récoltées après deux ans de maturation.